# Vanitas
Vanitas (latinska izgovorjava: [Vanitas]) je zvrst umetnosti, ki s simboliko prikazuje minljivost življenja, nesmiselnost užitka in gotovost smrti. Slike so vključevale tihožitne podobe minljivih predmetov. Žanr se je začel v 16. stoletju in nadaljeval v 17. stoletju. Umetnost Vanitas je vrsta alegorične umetnosti, ki predstavlja višji ideal.

## Etimologija
Beseda vanitas izhaja iz latinščine in pomeni nečimrnost, ničevost, oholost, praznoglavost, praznota, samoljubje. Na nečimrnost se sklicuje Sveto pismo v Stari zavezi v Pridigarju Prd 12,8, »Nečimrnost čez nečimrnost«, pravi Pridigar, »vse je nečimrnost«. Sporočilo je, da je človeško delovanje začasno, vera pa večna.
Vanitas je podzvrst tihožitij, ki so jo uporabljali nizozemski slikarji v obdobju baroka (okoli 1585–1730). Tudo španski slikarji so ustvarili slike vanitas, ki so sovpadale s koncem španske zlate dobe. Memento mori je podobna tema, ki v prevodu iz latinščine pomeni »zapomni si, da boš umrl«.

## Zgodovina
Skupina slikarjev v Leidnu je začela izdelovati slike vanitas v začetku 16. stoletja in nadaljevala v 17. stoletju. Umetnost Vanitas je vrsta alegorične umetnosti, ki predstavlja višji ideal ali vsebuje skrite pomene. So zelo formulatične in uporabljajo literarne in tradicionalne simbole za prenos smrtnosti. Pogosto imajo sporočilo, ki je zakoreninjeno v veri ali krščanski Bibliji.
V 17. stoletju je bil žanr vanitas priljubljen med nizozemskimi slikarji v 17. stoletju. Slike imajo pogosto simbolične podobe, ki poskušajo prenesti sporočilo, da bomo umrli in da bi morali razmišljati o nesmiselnosti naših zemeljskih prizadevanj. Znane španske vanite se nanašajo na španske vladarje in špansko politiko. Priljubljeno je bilo vključiti lobanje. V 17. stoletju je lobanja simbolizirala minljivo naravo življenja.

## Zunaj vizualne umetnosti
- Prvi stavek v 5 skladbah v ljudskem slogu skladatelja Roberta Schumanna za violončelo in klavir, op. 102 ima naslov Vanitas vanitatum: Mit Humor.
- Vanitas vanitatum je naslov oratorija italijanskega baročnega skladatelja Giacoma Carissimija (1604/05–1674).
- Vanitas je sedmi album britanske ekstremne metal skupine Anaal Nathrakh.
- Vanitas je ime lika iz franšize Kingdom Hearts.
- Vanitas je ime enega od dveh glavnih likov iz Vanitas no Carte
- Vanitas je moto The Harvard Lampoon

## V sodobnem času
- Jana Sterbak, Vanitas: Mesna obleka za albino anoreksiko, umetniško delo, 1987.[5]
- Alexander de Cadenet, Portreti lobanj, različne teme, 1996 – danes.[6]
- Philippe Pasqua, serija lobanj, kiparstvo, 1990 – danes.[7]
- Anne de Carbuccia, One Planet One Future, različne teme, 2013 – danes.[8]

## Galerija
- Vanitas
- Vanitas Tihožitje z avtoportretom, Pieter Claesz, 1628
- Slika Vanitas, avtoportret c. 1610, najverjetneje Clara Peeters
- Velika nečimrnost, Sebastian Stoskopff, 1641
- Vanitas, Evert Collier, 1669
- Vanitas-tihožitje, Maria van Oosterwijck (1630–1693)
- Vanitas, Abraham Mignon
- Vanitas z doprsjem, Joannes de Cordua (1630–1702)
- Alegorija Karla I. Angleškega in Henriete Francoske v tihožitju Vanitas, Carstian Luyckx
- Vanitasovo tihožitje s šopkom in lobanjo, Adriaen van Utrecht, 1642
- Nizozemsko tihožitje Vanitas s knjigami, Jan Lievens
- Tihožitje: Alegorija nečimrnosti človeškega življenja,  Harmen Steenwijck
- Vanitas, Jan Sanders van Hemessen